# Parafia św. Kazimierza w Lucieniu
Parafia pw. Świętego Kazimierza w Lucieniu – parafia rzymskokatolicka należąca do dekanatu gostynińskiego, diecezji płockiej, metropolii warszawskiej. 